# 家永エイ
家永 エイ（いえなが エイ、万延元年（1860年）2月18日 - 1927年（昭和2年）5月12日）は、長崎県長崎市稲佐にあったロシア人向けのホテル・ヴェスナーなどを経営した女性実業家。洋妾・からゆきさん。長崎では稲佐お栄の通称と共に日露親善に尽力した女性として知られ、楠本イネ・大浦慶と共に長崎三女傑に数えられる。以下、本記事ではお栄と表記し、特記のない年齢は数え年とする。

## 主なエピソード
お栄は当時ロシア人の居留地になっていた長崎市稲佐のロシア将校クラブで洋妾として働いたのち、ロシア艦隊旗艦の艦長に気に入られて22歳で渡露。ウラジオストクに滞在したのち、31歳で帰国した。
翌年の1891年にお忍びで長崎に上陸したロシア皇太子ニコライらをもてなし、一説には寝室を共にしたとされる。このほかアレクセイ・クロパトキンと浮名を流した。ただしこのような艶っぽい話は後年の新聞などによって広められた俗説とする説もある。
1893年にホテル・ヴェスナーを稲佐に開業、さらに1903年にも平戸小屋に自宅兼ホテルを開業した。お栄の自宅兼ホテルには旅順で敗戦し捕虜となったアナトーリイ・ステッセリも宿泊している。日露戦争終結後には茂木に茂木ホテルを開業した。

## 経歴

### 稲佐とロシア
万延元年（1860年）にロシア軍艦が長崎に入港すると、提督のニコライ・ビリリョフはロシアの水兵が丸山遊廓で狼藉を働くあるいは梅毒に感染することを憂慮し、長崎奉行所にロシア人向けの遊興施設を設けることを要求した。当時の長崎で異国人相手の売春の独占を許されていた丸山町・寄合町の乙名たちはロシア人が乱暴を働くことと梅毒検査を要求したことから丸山遊女を派遣することに難色を示し、代わりに漁村の娘などを集めて稲佐でロシア人向けの売春営業を始めた。その場所が稲佐のマタロス休息所（のちに稲佐遊廓）である。
1872年（明治5年）に貸座敷規制が公布されると、お座敷で客を取ることが出来なくなった稲佐遊女らは料理屋の主人などの斡旋によりロシア人士官や将校の洋妾となった。郷土史家の古賀十二郎によれば「長崎ではイギリス人やフランス人も洋妾を囲ったがロシア人が最も羽振りが良く、女性から人気であった」という。当時のロシア太平洋艦隊は、冬季には凍結するウラジオストク港を避け長崎に上陸して居留するようになり、稲佐は地元で「オロシャ祖界」、ロシア人からは「ロシア村」と呼ばれるようになっていた。ロシア人は長崎入港中に民家を借り上げ洋妾を囲ったが、彼女らのなかにはそのままロシアに付いていく、いわゆるからゆきさんになる者も居た。からゆきさんは天草出身女性が多く、お栄もその一人であった。

### ボルガ
お栄は万延元年（1860年）2月18日に天草の大矢野島登立村（現熊本県天草市）で生まれた。鶴田文史によれば、父は道永作次郎、母はトメで、4人兄弟の次女であった。
12歳の時に両親を亡くし、遠縁が営む長崎郊外の茂木の旅館で女中奉公していたが、その後に旅館女将のお豊の紹介で諸岡マツが稲佐で経営するホテル兼西洋料理屋のボルガに「靴みがき（洋妾の隠語）」として働きにでる。ボルガに来た年代については、1877年（明治10年）18歳、1879年（明治12年）20歳、1880年（明治13年）21歳などの説がある。
稲佐に着いたお栄は、マツの斡旋でロシア将校クラブで働き始める。ロシア将校クラブは同じ稲佐の志賀の波止の福田家別邸であった。お栄はロシア将校クラブの通訳兼支配人のクラトフに教わりながらロシア語を習得。それに加えて色白な肌に若干ウェーブかかった黒髪とつぶらな瞳、溢れる愛嬌をもつお栄はロシア人将校の間でたちまち評判となり、その名はロシア本土まで届いた。

### シベリア行き
クリスマスにロシア将校クラブに飾るためのヒイラギを用意したお栄は、それをかわれてロシア艦隊旗艦に招待された。そして艦長モロゾフに気に入られたお栄は、1881年（明治14年）9月に船長付のボーイという名目で乗艦しロシアに渡った。当時はお栄のようにロシアに渡るからゆきさんは少なくなかった。1902年（明治35年）の東洋日の出新聞によれば、シベリアで洋妾をする女性のほとんどは長崎・天草の出身者が多く、甘言に誘われて密航するものが跡を絶たなかった。
原勇によれば「お栄は出国にあたり有り金50円をはたいて大村産真珠を買い求めていた。そしてウラジオストクで宝石商に売却し、5000円の巨利を得た。またクラトフからロシアの様子を聞いていたお栄は、日本に西洋紙の時代が来ることを見越し、有力者と協同でシベリアの森林を利用したパルプ工場を造ることを夢見ていた。資金を手にしたお栄は、モロゾフ夫婦の紹介で元ロシア陸軍馬政官マルトフ夫婦と看護婦の3名を雇い、ウラジオストクからバイカル湖畔までを往復した。このことが新聞に取り上げられて話題となり、「日本人女性お栄嬢紹介パーティー」にて社交界デビューをした。そしてお栄はロシア極東艦隊の幹部や財界の実力者と懇意になり、軍需工業を経営して巨万の富を手に入れた」という。
お栄が帰国するのは9年後の1890年（明治23年）で31歳の時である。1906年（明治39年）の福岡日日新聞は最も成功したからゆきさんのひとりにお栄の名を挙げている。
ただし貿易事務官の証明書を調査した松竹秀雄によれば、お栄は翌1882年（明治15年）5月10日に帰国しており、ロシア将校クラブに復職している。そして同年11月には上海に渡航し、翌1883年（明治16年）5月に帰国している。

### 洋妾の斡旋
帰国後のお栄はボルガに戻ってマツの片腕になり、洋妾の斡旋を行うようになった。中條直樹と宮崎千穂は、稲佐で洋妾の手配を行っていた代表的な人物にマツとお栄の名を挙げている。また松竹によれば、お栄は遅くとも1884年（明治17年）までにロシア将校クラブの責任者になっていた。
古賀によれば「料理屋の主人は貧家の娘たちの中から姿色ある者を絶えず物色していた」と女衒の様子を記している。稲佐に駐留するロシア人将校が「妻」を望むと大勢の女性が集められ品定めが行われた。そして女性を集め品定めする場を提供していたのが、ボルガや後述するお栄のホテルであった。その見返りとしてお栄らは洋妾の報酬額の中から手数料を差引いていた。1892年（明治25年）の鎮西日報によれば、お栄は幼者淫行勧誘の疑いで訴訟されている。
ロシアの弁護士でジャーナリストであるミハイル・グリゴーリエヴィッチ・グレベンシコフは、1887年に出版した本の中で「絵のように美しくこざっぱりとした場所は、艦の停泊中にロシア人士官たちが落ち着くオヤーサン（お栄）のホテルである」と記している。やがてお栄は稲佐の女王あるいはオロシャお栄の異名で呼ばれるようになった。
またお栄はこの頃から、後述する養女チヨのほか、妹シム、姉ヒロ、兄久次郎、そしてチヨの夫である家永鉄次を身近に呼び寄せている。そのため1900年（明治33年）に住まいをロシア将校クラブから鉄次名義の住宅に移している。

### ニコライ訪日

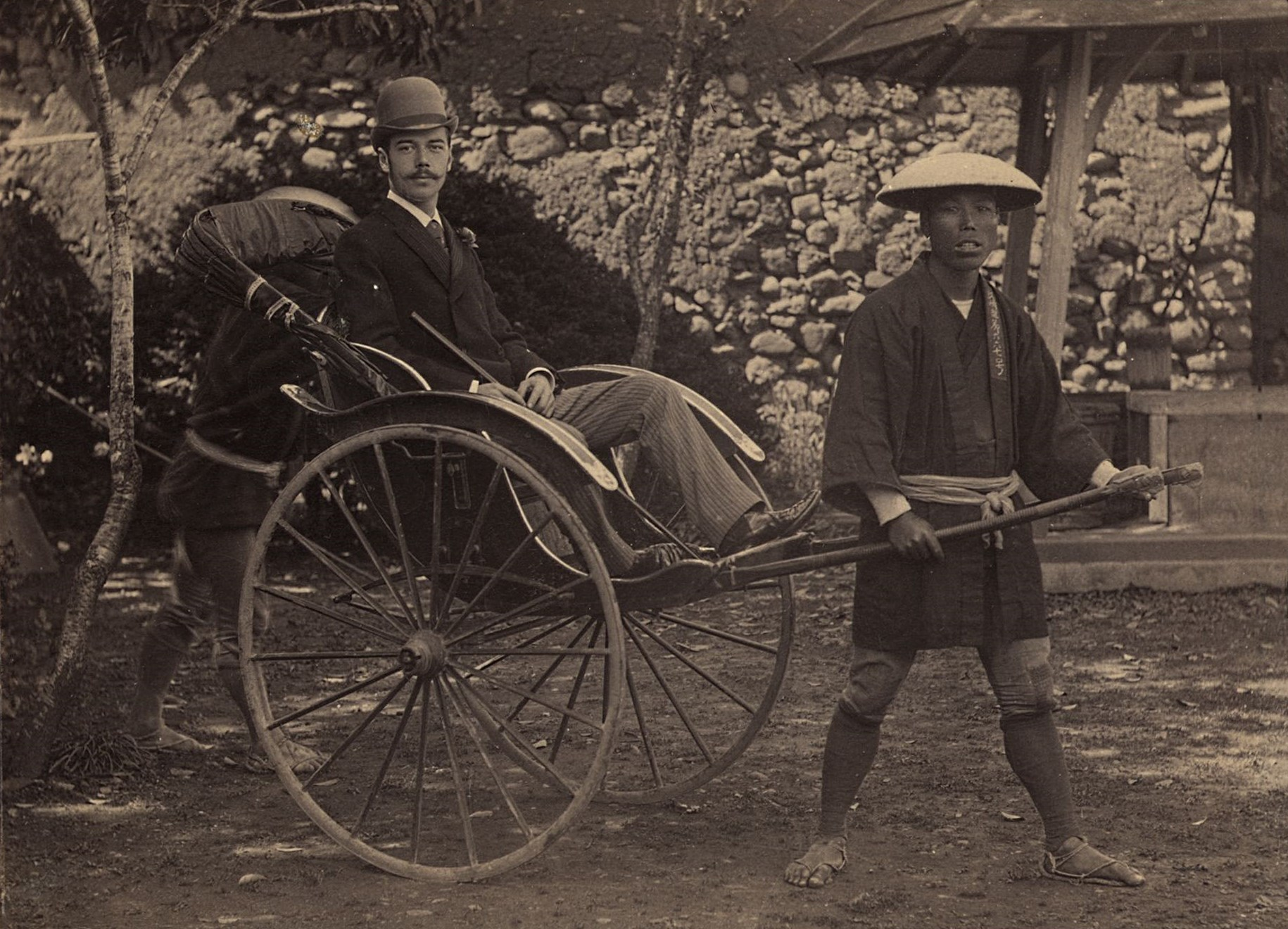
長崎にて人力車に乗って散策するニコライ

1891年（明治24年）4月27日、ロシア皇太子のニコライがギリシア親王のジョージと共に長崎に来航した。ニコライは日本への渡航の途中、ピエール・ロティが長崎での体験をもとに執筆した半自伝小説『お菊さん』を読み、そして稲佐に現地妻を囲うロシア人将校が居ることを知ると、自分もそうありたいと日記に記している。
ニコライの国賓としての公式な来日は5月4日であったが、それまでの間3日間にわたってお忍びで長崎に上陸をした。この際、県当局の意向を受けてニコライらをもてなしたのがお栄らである。上陸中ニコライらは散歩や買い物を楽しんだほか、彫師を呼んで腕に竜の入墨を入れている。さらにニコライらは5月3日に稲佐の福田邸に宿泊。この折にお栄はロシア語で挨拶し、丸山の芸者5人を呼んで歓待したほかジョージとダンスをしたと記録されている。また古賀は「ロシア皇太子の長崎来遊中、枕席に侍りて寵愛を受けたことは天下周知の事である」と記している。いっぽうで原は「お栄と寝室を共にしたのはジョージ親王」としている。ニコライの日記によれば、ニコライが鑑に戻ったのは午前4時である。
またこのとき、お栄はダイヤモンド入りの首飾りと指輪を下賜されたとされるが、ニコライの日記には首飾りを下賜したのはマツと記されている。
長崎滞在後にニコライは大津事件に遭うが、これを聴いたお栄は部屋に籠りニコライの全快を祈っていたと伝わる。

### 上海行き
1892年（明治25年）にお栄は東京から京都へと旅行した。さらに翌1893年（明治26年）3月、お栄はロシア鑑に便乗して上海へ渡った。
上海に着いてからのお栄について原は「上海フランス租界で海軍大尉曽根謙介（曽根俊虎）と出会ったほか、ロシアの上海領事ペテロフ夫婦と交友し、蘇州まで足を延ばした。またホテル巴里で花売りをしていた千代子（当時8歳）と出会い養子にした。長崎に戻ったのは1893年5月13日」としている。いっぽうで松竹は養女の名はチヨで、1885年（明治18年）11月に8歳で養女としたとしている。また鶴田は娘について「名は千代で生親は南高来郡有間村の中村嘉一郎。明治33年にお栄の戸籍から離れた」としている。

### ホテル・ヴェスナー
お栄は稲佐（現・旭町）に敷地面積300坪の土地を借り受け、1893年（明治26年）にホテル・ヴェスナーの創業する。ヴェスナーの落成式には地元有志のほか長崎港に停泊中のロシア極東艦隊の司令長官以下幹部も参列し、盛大に行われた。ただし松竹は、「ナヒーモフ海軍大将号の世界周航」のアルバムに映る「長崎の料理屋」を根拠に、ヴェスナーの完成を1889年以前と推測している。
「ヴェスナー」はロシア語で「春」を意味し、20室の客室のほか、ロビー・宴会場・遊技場など当時の最新の設備を備えた施設であった。ヴェスナーが建てられたのは岬の突端で、長崎港や対岸の山手・市街地、鍋冠山・愛宕山などを見渡せる風光明媚な立地であった。

### 出産
35歳になっていたお栄は、1894年（明治27年）3月15日に長男の敬（たかし）を出産する。お栄は敬の父親を「曽根謙介（俊虎）」で押し通していた。また原も「明治30年秋に曽根謙介と再会し別府温泉に旅行する。翌年8月に出産」と記すが、原の記述には明らかに戸籍の記載と齟齬がある。また敬の顔が「ロシア顔」であったため後述するアレクセイ・クロパトキンとの子という噂がのちに流れたという。ただし松竹秀雄は、こうした話は後年に新聞でもっともらしく広められたものでクロパトキンが滞在した1902年に敬は満9歳になっていたと否定し、真相は明らかではないとしている。また鶴田は父親をロシア提督のマカロフとしている。

### 転居
1899年（明治32年）5月に肺結核にかかったお栄は、1900年（明治33年）に事前に買い求めていた平戸小屋の土地に自宅兼ホテルを建て、ヴェスナーの経営をマツに任せるようになった。自宅兼ホテルは洋風建築で自宅兼宴会場の木造2階建と宿泊室の木造平屋建の2棟からなり、顧客はロシア艦隊の艦長や幕領に限られていた。山川清英によれば、この自宅兼ホテルの名称はネヴァである。

このころのお栄はロシア軍人の間でロシア海軍の母と呼ばれるようになるなど、「来崎するロシア軍人でその名を知らぬものは居ない」と言われるほどの存在になっていた。

### 日露戦争
1903年（明治36年）6月に、当時のロシア陸相アレクセイ・クロパトキンが来崎し、お栄の自宅兼ホテルを宿舎とした。このころまでに日露間の衝突は避けられない情勢となっており、お栄も身辺を憲兵らに監視されるようになった。またクロパトキンが長崎を発った時には曽根から請われて東京に打電をしたと伝わっている。

これに関連して次のような伝説がある。
なお、実際にお栄の左の二の腕には花札の桜短冊の入墨があった。普段は包帯で巻いて人には見せなかったが、お栄を看取った千々石医師がこれを見ている。
1904年（明治37年）2月6日に日露が国交断絶すると稲佐に宿泊する客はいなくなった。お栄は近隣からは露探・洋妾・非国民などとののしられ、家に石などを投げ込まれたとされる。

1905年（明治38年）に日本が旅順を攻略すると、ロシア側の将軍アナトーリイ・ステッセリら捕虜となったロシア兵が長崎に逗留した。この際にステッセリの宿舎として利用されたのがお栄の自宅兼ホテルである。同年1月15日にステッセリが到着する際には、お栄は紋付を着て門前で出迎え、極上の菓子・紅茶・果物でもてなしている。

ステッセリはお栄宅で2泊したのち、上海へと向かった。
またヴェスナーでも延べ44名のロシア兵が宿泊している。

### 茂木ホテル
日露戦争の終結によりかつての顧客が戻らないことを悟ったお栄は新たに国際港長崎に来航する欧米各国人を顧客にするべく、長崎市郊外の茂木に土地を借り、さらに地主から借金をして1906年（明治39年）1月10日に純洋館2階建ての茂木ホテルを新築する。ホテルは2階に12部屋の客室と、1階に宴会用広間・音楽室・シャワーを供えた近代的施設であった。開業にあたって「欧米式の新ホテル、茂木に現る」と和文英文で記したポスターを長崎市内に貼り付けている。
茂木ホテルが実働していた時期は明らかではないが、鶴田は1920年（大正9年）に茂木で多数の死者を出したコレラの流行をきっかけに営業を停止し、そのまま廃業したと推測している。

### 晩年
大正期に、お栄は従前の自宅兼ホテルの向かいの土地に隠居所を建てた。鶴田によれば、お栄は1921年（大正10年）に福岡県人の福山深量と結婚（入り婿）し、2年後に離婚している。またロシア二月革命やニコライの処刑があったのちには、悟真寺のロシア人墓地に参るお栄の姿が度々目撃されている。
肺と肝臓を病んでいたお栄は、1927年（昭和2年）5月12日に敬とその家族、マツらに見守られて平戸小屋の隠居所で亡くなった。享年68歳。葬儀は悟真寺で行われている。墓は平戸小屋につくられたのち、1976年（昭和51年）に大鳥町へ移されている。戒名は量昭院明誉瑞顔童栄善大姉。

## 没後の研究と評価
以上のようなお栄に関する研究は長崎学を標榜する郷土史家を中心に行われているが、宮崎千穂はこれらのお栄像には地域のアイデンティティとジェンダーに関わる問題があると指摘する。それによると、太平洋戦争の敗戦後の社会問題や女性の社会的地位向上を目指す運動の影響をうけて、お栄を洋妾の成功者とするイメージから脱却すべく「女性の人格を全うして生きた女性」として顕彰されるようになっていった。
1930年代の戦時下では、ロシア艦隊を相手に事業を展開した人物の中にお栄も位置づけられた。そのなかで女傑化が進むとともに、お栄とその子が「日本人」として目覚める物語が生み出された。その一方で新聞では洋妾を賤業視する記事が書かれていた。

1950年以降は、戦後の特殊慰安施設協会をはじめとした占領軍相手の売春が安易に洋妾や稲佐と結びつけられる社会情勢になった。さらに沖縄返還を契機とした混血児の問題や米軍基地問題と結びつけられるようになった。
こうした状況を背景に、郷土史家は新しいお栄像を描こうと試みる。宮崎は松竹によるお栄研究の目的を「洋妾やその経営者としての姿を払拭し、ホテル経営をした女実業家として認定しようとする試み」と評価している。また長崎新聞の論説員であった深潟もお栄を「高級士官相手のコールガールであり、英雄でも何でもない」とした上で「いまだにお栄さんと親しむのは、長崎の土地柄であろう」と評している。

いっぽうで1960年代から1970年代にあったからゆきブームをはじめとする近代日本を回顧する機運を背景に郷土史家の試みは実を結び、お栄は国際親善の立役者として長崎三女傑と評価されるようになった。このような評価は1990年ごろまでに定着したと考えられる。1989年にお栄が住んでいた家の坂下（大鳥町）に「お栄さんの道」の碑が地元有志によって建立されている。'90長崎旅博覧会や長崎さるく博を契機として稲佐はおろしあ祖界として回顧されるようになり、お栄もその歴史的空間の物語の登場人物として評価されるようになる。
木村もまた、お栄を近代長崎ひいては日本における「産業界の先駆者」として取り上げ、自立した女性・母として女性の人格を全うした人として顕彰している。
そして新たなお栄像は、1991年に来日したゴルバチョフ大統領が稲佐の悟真寺を訪問したことで補強されることとなった。白浜祥子は小説『ニコライの首飾り』のなかで「エイは明治の男性中心社会にあって自らの力で立ち上がり、ロシア艦隊と関わりながら、女性起業家として手腕を発揮した女性」と定義し「国際親善に尽くした」と描いている。
宮崎はこのようなお栄像の変遷について「近代日本における稲佐の歴史や異人相手の売春とどのように向き合うのかという問題」とし、複雑な感情の問題であると評価している。